# Marek Gołąb
Marek Gołąb (ur. 7 maja 1940 w Zakliczynie, zm. 6 października 2017 we Wrocławiu) – polski sztangista, medalista olimpijski.

## Kariera
Był zawodnikiem LZS w Wieszowie i Śląska Wrocław. W 2006 założył klub sportowy MLUKS „Spytko” Zakliczyn.
Brązowy medalista olimpijski z 1968 w wadze lekkociężkiej (90 kg) z wynikiem 495 kg (wyciskanie – 165 kg + rwanie – 145 kg + podrzut – 185 kg). Dwukrotny brązowy medalista mistrzostw świata (1966 i 1968) oraz dwukrotny brązowy medalista mistrzostw Europy (1964 i 1966). Rekordzista świata w wyciskaniu – 168,5 kg w 1966. 11-krotny rekordzista Polski i mistrz Polski (1967).
9 razy poprawiał rekord Polski.
W 1972 z powodu kontuzji zmuszony był zrezygnować z czynnego uprawiania sportu i zajął się pracą szkoleniową. Przez wiele lat był trenerem w Śląsku Wrocław, pracował także jako II trener z polską drużyną narodową. Od 1988 pracował w Polskim Związku Podnoszenia Ciężarów, pełnił funkcję członka zarządu.
Ukończył Akademię Wychowania Fizycznego w Warszawie.
Pochowany w rodzinnym Zakliczynie.